# Edward Fenech Adami
Pour les articles homonymes, voir Fenech et Adami.
Edward Fenech Adami, né le 7 février 1934, est un homme politique maltais, ancien Premier ministre puis président de Malte.
Premier ministre de 1987 à 1996 et de 1998 à 2004, il est remplacé le 23 mars 2004 par le vice-Premier ministre, Lawrence Gonzi, pour se présenter à l'élection présidentielle. Élu président de la République par le Parlement, il exerce son mandat du 4 avril 2004 au 4 avril 2009, date à laquelle il est remplacé par George Abela.

## Biographie
Fenech Adami est né à Birkirkara, à Malte britannique, fils de Joséphine Fenech Adami, née Pace, et de Luigi Fenech Adami, un douanier. Quatrième garçon d'une famille de cinq enfants, sa petite enfance a été marquée par les raids aériens et les privations à Malte pendant la Seconde Guerre mondiale. 
Il commence ses études au Collège St Aloysius à Birkirkara, y poursuivant ses études jusqu'à ses examens de fin d'études. Il a fréquenté l' Université royale de Malte , où il étudie l'économie, les classiques, puis le droit. Il est admis au barreau en 1959 et commence sa carrière dans les palais de justice. Il est marié à Mary née Sciberras, décédée en 2011. Le couple a cinq enfants - John, Beppe (un député nationaliste), Michael (un conseiller local nationaliste de Birkirkara), Maria et Luigi.

## Distinctions
- Ordre de la Croix de Terra Mariana de première classe